# 솽차오구 (청더시)

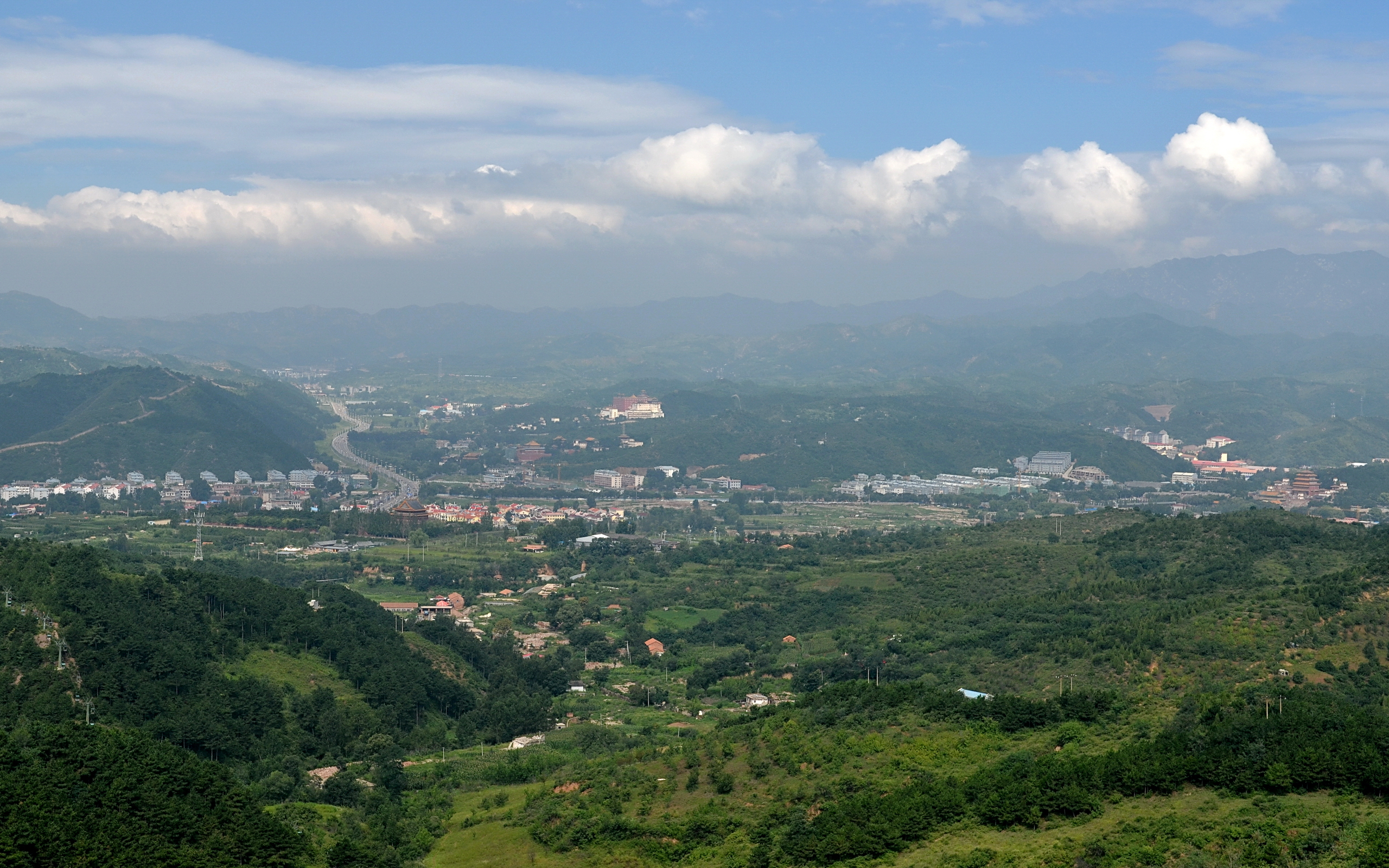

솽차오구(한국어: 쌍교구, 중국어: 双桥区, 병음: Shuāngqiáo Qū)는 중화인민공화국 허베이성 청더 시의 행정구역이다. 넓이는 311km2이고, 인구는 2007년 기준으로 330,000명이다.

## 행정 구역
7개 가도, 5개 진을 관할한다.
- 가도: 石洞子沟街道, 中华路街道, 头牌楼街道, 新华路街道, 桥东街道, 潘家沟街道, 西大街街道.
- 진: 水泉沟镇, 狮子沟镇, 大石庙镇, 冯营子镇, 牛圈子沟镇.